# Lijst van kooktoestellen
Dit is een lijst van kooktoestellen.
- airfryer
- barbecue
- broodmachine
- eierkoker
- fonduepan
- frituurpan
- gascomfort
- gourmetstel
- kolenfornuis
- kookplaat
- magnetron
- multicooker
- stoomkoker
- oven
- fornuis
- petroleumstel
- primus
- rijstkoker
- waterkoker